# Elly Schürmann
Elly Schürmann (* 1923 in einem Dorf bei Eisleben) ist eine ehemalige Krankenschwester des Roten Kreuzes (DRK). 1989 wurde sie mit der Florence-Nightingale-Medaille ausgezeichnet.

## Leben
Während des Zweiten Weltkriegs war sie als Krankenschwester tätig. Im Frühjahr 1945 begleitete sie Kriegsverwundete aus dem Lazarett auf dem Prager Hradschin in Zugfahrten in das Gebiet von Österreich. Nach Kriegsende befand sie sich in US-amerikanischer Kriegsgefangenschaft und kehrte dann in ihre Heimat ins Mansfelder Land zurück. Sie wurde Gemeindeschwester und war insbesondere mit der Versorgung von Umsiedlern und Heimkehrern und an Typhus oder Ruhr Erkrankten beschäftigt.
Sie wechselte dann in das Mansfeld-Kombinat, wo sie als Betriebsschwester tätig war. Sie fuhr mit Bergleuten in die Kupferschächte ein, nahm unter Tage Daten von Klima und Staubbelastung, reklamierte Missstände im Arbeitsschutz, bildete Angehörige der Grubenrettung aus und unterwies Lehrlinge im Bereich der Ersten Hilfe.
Im Jahr 1952 gehörte sie zu den Gründungsmitgliedern des Deutschen Roten Kreuzes der DDR.
Nach der Trennung von ihrem Ehemann zog sie mit ihrem Sohn Peter nach Belzig und war dort als leitende Schwester im Kreiskrankenhaus tätig. Mitte der 1970er Jahre übernahm sie die hauptamtliche Funktion als DRK-Kreissekretärin. Sie trat zur Durchsetzung einer besseren gesundheitlichen Betreuung und Ausbildung langjährig sehr engagiert gegenüber staatlichen, betrieblichen und medizinischen Stellen auf.
Noch nach ihrem Renteneintritt war sie bis in die 1990er Jahre im DRK-Bahnhofsdienst auf dem Bahnhof Belzig tätig.

## Auszeichnungen
Im Oktober 1989 wurde ihr im Berliner Haus der Ministerien die Florence-Nightingale-Medaille des Internationalen Roten Kreuzes übergeben. Die Aktuelle Kamera, die zentrale Nachrichtensendung des Fernsehens der DDR, berichtete über die Verleihung.